# Neslihan Arın
Neslihan Arın (* 26. Februar 1994 in Bursa, geborene Neslihan Yiğit) ist eine türkische Badmintonspielerin.

## Karriere
Neslihan Arın siegte 2011 bei den Kenya International im Damendoppel mit Özge Bayrak. Gemeinsam waren beide auch bei den Suriname International. Bei den Slovak International 2011 wurden sie Zweite. Bei der Badminton-Weltmeisterschaft 2011 startete Arın zusammen mit Neslihan Kilic und wurde dort 17. Arın stand im Aufgebot der türkischen Mannschaft für die Olympischen Sommerspiele 2012.

## Sportliche Erfolge
| Saison | Veranstaltung                | Disziplin   | Platz | Name                            |
| ------ | ---------------------------- | ----------- | ----- | ------------------------------- |
| 2011   | Kenya International          | Damendoppel | 1     | Özge Bayrak / Neslihan Yiğit    |
| 2011   | Suriname International       | Damendoppel | 1     | Özge Bayrak / Neslihan Yiğit    |
| 2011   | Slovak International         | Damendoppel | 2     | Özge Bayrak / Neslihan Yiğit    |
| 2011   | Weltmeisterschaft            | Damendoppel | 17    | Neslihan Kılıç / Neslihan Yiğit |
| 2011   | South Africa International   | Damendoppel | 1     | Özge Bayrak / Neslihan Yiğit    |
| 2012   | Polish International         | Dameneinzel | 2     | Neslihan Yiğit                  |
| 2013   | Iran Fajr International 2013 | Dameneinzel | 1     | Neslihan Yiğit                  |
| 2013   | Mittelmeerspiele             | Dameneinzel | 1     | Neslihan Yiğit                  |
| 2013   | Mittelmeerspiele             | Damendoppel | 1     | Neslihan Yiğit / Özge Bayrak    |
| 2014   | Greece International         | Damendoppel | 1     | Özge Bayrak / Neslihan Yiğit    |
| 2015   | Iran Fajr International      | Damendoppel | 1     | Özge Bayrak / Neslihan Yiğit    |
| 2023   | Scottish Open                | Dameneinzel | 1     | Neslihan Arın                   |
| 2025   | Swedish Open                 | Dameneinzel | 1     | Neslihan Arın                   |